# Danke für diesen guten Morgen

Single vom Botho-Lucas-Chor

Danke für diesen guten Morgen (ursprünglicher Titel: Danke) ist ein Kirchenlied von Martin Gotthard Schneider. Es ist eines der ältesten und bekanntesten Beispiele der Gattung Neues Geistliches Lied. Im Evangelischen Gesangbuch steht es unter der Liednummer EG 334. In einigen Ausgaben des Gotteslob erscheint es im Bistumsanhang, z. B. GL (Berlin u. a.) 796, GL (Bamberg) 829. Die Liedrechte liegen beim Gustav-Bosse-Verlag.

## Geschichte

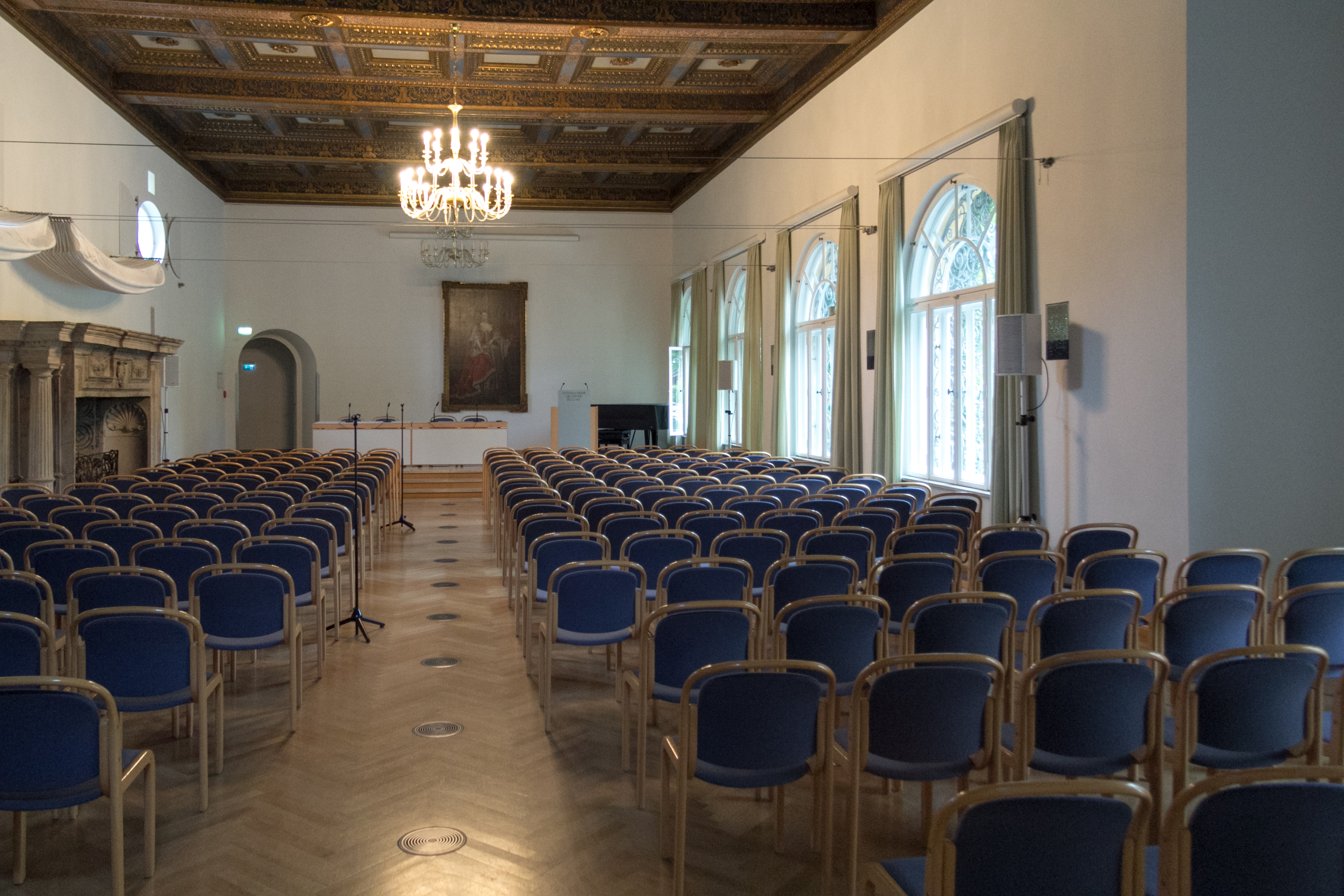
Die Evangelische Akademie Tutzing war Ort der Wettbewerbe ab 1961, bei denen Neue Geistliche Lieder eine wesentliche Förderung erhalten haben

Das Lied wurde 1961 von Schneider für den Wettbewerb der Evangelischen Akademie Tutzing für neue geistliche Lieder komponiert, bei dem die Melodien nach Art des Jazz oder der U-Musik geschrieben werden sollten. Schneider gewann den 1. Preis des Wettbewerbs. Günter Hegele, dem für den Wettbewerb Verantwortlichen, gelang es durch seine Kontakte zu Heinz Gietz, die Electrola in Köln davon zu überzeugen, das Lied zu produzieren. Im Arrangement von Werner Last (mit Spinett und Orgel) und gesungen vom Botho-Lucas-Chor wurde das Lied aufgenommen und zunächst in einer Kleinauflage gepresst. Entgegen der Einschätzung der Produzenten konnte sich das Lied 1963 für eineinhalb Monate in den deutschen Singlecharts platzieren. Später schrieb Schneider das Lied als Danke für diese Abendstunde neu.

## Inhalt
Danke für diesen guten Morgen umfasst sechs Strophen. Jede enthält drei Dankesaussprüche, die jeweils nach der Form „Danke für/dass …“ aufgebaut sind und nacheinander aufgereiht werden. Dabei bedankt sich der Sänger bei Gott für die zwischenmenschlichen Dinge, die gegebenen Lebensumstände und die Eigenschaften Gottes. In der sechsten Strophe schließlich wird das Wort „Danke“ nur noch vorangestellt; dabei macht der Sänger fest, dass er sich an Gottes Wort hält, das keine Schranken kennt, und sich letztendlich bei ihm für die Fähigkeit zum Danken bedankt.

## Rezeption
Zunächst war das Lied in Kreisen der evangelischen Kirche sehr umstritten. So wurde der Einsatz des Liedes mit einem Campingpfarrer verglichen, „der am Strand keine Predigt hält, sondern […] aufgeblasene Gummischwimmtierchen mit der Aufschrift ‚Jesus lebt‘ verteilt“. Auch die Kirchenzeitungen zeigten sich kritisch. Die Massenmedien griffen diesen Streit auf. Der Song sei eine Sünde gegen die Musik und gegen die Kirche, hieß es in der Zeit. Der WDR verspottete Danke in einem eigenen Fernsehbeitrag: „Danke auch für das kleine Helle“ bei gleichzeitiger Abbildung eines Bierglases; während die Zeile „Danke, dein Heil kennt keine Schranken“ gesungen wurde, kletterte ein Lebensmüder über Bahnschranken auf die Schienen. Der Proteststurm in den Medien trug dazu bei, dass das Lied immer populärer wurde.
Aufgrund des Erfolgs von Danke veranstaltete die Akademie Tutzing 1962 ein zweites Preisausschreiben. Unabhängig davon veröffentlichten die großen Plattenfirmen in Deutschland fromme Schlager, um an den Erfolg des Liedes anzuschließen: Die Fellows sangen Die Zeit kommt wieder, John Paris Einer weiß alles, Lys Assia Gottes Kinder brauchen keine Schuhe und Knut Kiesewetter eingedeutschte Spirituals.
Auf dem Deutschen Evangelischen Kirchentag in Dortmund 1963 sang Popstar Ralf Bendix Danke vor 16.000 Zuhörern. Besonders in den 1960er-Jahren erfreute sich das Lied einer großen Beliebtheit: Die Verkaufszahlen der Single stiegen auf 700.000 Stück. Der Song wurde häufig im Programm der Radiosender gespielt und von vielen anderen Chören interpretiert. Das Lied wurde später in das Evangelische Gesangbuch aufgenommen und in mehr als 25 Sprachen übersetzt. Es bestehen darüber hinaus Coverversionen auch in Metiers, die der Kirchenmusik eher fernstehen, unter anderem von Toxoplasma, Die Ärzte, HGich.T, Normahl oder Mickie Krause.
Kein anderes Lied in Kirche und Öffentlichkeit wurde „so kontrovers diskutiert wie eben dieses Danke. Schriftleiter etablierter Kirchenmusikzeitschriften und kirchenmusikalische Verbandsfunktionäre sahen die Apokalypse abendländischer Kirchenmusik heraufziehen. Andere feierten den Song als Befreiungsschlag gegen die Macht kirchenmusikalischer Eliten und als Siegeszug des Populären in der Kirche“, bemerkte Peter Bubmann.
Im Dezember 2019 wurde das Lied in der Oper Orlando von Olga Neuwirth eingesetzt. In einer Szene singen gläubige Kinder Danke für diesen guten Morgen, fallen aber in die Arme eines Priesters, der sie missbraucht. Diese Verwendung wurde im Januar 2020 von der Erbengemeinschaft Schneiders und dem Gustav-Bosse-Verlag untersagt. Für die Uraufführungsserie im Dezember 2019 hatte laut Direktorium der Wiener Staatsoper eine vorläufige Genehmigung zur Verwendung des Liedes vorgelegen. Der Verlag Ricordi hatte daraufhin mitgeteilt, dass das Danke-Lied für künftige Aufführungen aus der Partitur der Oper gestrichen wird.
Im März 2022 untersagten die Erben des Komponisten die Verwendung des Kirchenlieds in dem Theaterstück This is the End, my Friend, das am 17. März im Theater Phönix in Linz Premiere hatte. Der österreichische Autor und Regisseur Kurt Palm hatte das Lied mit abgeändertem, persiflierendem Text im Theaterstück eingebaut und dazu vorher keine Erlaubnis eingeholt.

## Übersetzungen
Die britische Pop-Sängerin Petula Clark veröffentlichte 1964 eine englischsprachige Aufnahme des Liedes unter dem Titel Thank You, deren Textfassung von Jack Fishman (1920–1997) verfasst wurde.
Eine dänische Übersetzung „Tak, Gud, for denne lyse morgen …“ mit sechs Strophen stammt von der dänischen Pfarrerin Ingrid Schrøder-Hansen (* 1943) und erschien (ohne Melodie, aber mit Hinweis auf M. G. Schneider) im Anhang zum dänischen Gesangbuch Tillæg til Den Danske Salme Bog, Kopenhagen 1994, Nr. 901.